# Село Михаила Архангела
Село Михаила Архангела, на 1917 год — населённый пункт на левом берегу Невы за Невской заставой, между селом Смоленским и Фарфоровой колонией  в 11 верстах от городской черты по Шлиссельбургскому тракту. В селе располагались:
- по адресу Шлиссельбургский проспект, дом 45 — волостное правление Александровской волости Петроградского уезда одноимённой губернии (до 1914 года — Санкт-Петербургских уезда и губернии)[2], где село Михаила Архангела было единственным сельским сообществом данной единицы земского административного деления.
- по адресу Московская улица, дом 1 — управление Шлиссельбургского (пригородного) участка столицы России.

Село Михаила Архангела — один из последних реликтовых анклавов патриархального крестьянского уклада на территории крупнейшего индустриального центра России — исчезает после социалистической революции в контексте общего процесса планового индустриального и социального развития Невской заставы. На протяжении последнего века это исчезнувшее село — один из исторических топонимов («исторических районов») Петербурга.

## История села и его названия
Поселение казённых крестьян на седьмой версте Шлиссельбургского тракта возникает одновременно с заводскими корпусами, которые возводят здесь взамен механического завода на Петергофской дороге, разрушенного катастрофическим наводнением 1824 года. Поначалу крепостных рабочих окормляла заводская церковь при соседнем Фарфоровом заводе. Через 10 лет, в 1836 году появляется проект собственного храма при заводе (архитекторы А. И. Постников, Р. А. Желязевич, Э. X. Анерт), под который на протяжении 30 лет из скудных заработков рабочих и служащих завода принудительно вычитали суммы на его постройку. К возведению однопрестольного храма с шатровой колокольней высотой в 16 сажен приступили только в 1860 году, но уже по проекту архитектора департамента железных дорог Б. Ф. Лорберга. Строительство обошлось в 48,5 тыс. руб., и 23 сентября 1862 года храм освящают в честь архангела Михаила.
В отличие от подмосковного Архангельского и других сёл, которые получали такое же название при наличии церкви Михаила Архангела, петербургское селение получило название по полному имени архистратига, село Михаила Архангела.

## Административная принадлежность
Справочник за 1905 год указывает принадлежность всей Александровской волости: «1-й земской участок, 1-й стан», с вытекающим отсюда расположением
- камеры земского начальника — в Петербурге, и
- становой квартиры — в селе Усть-Ижора, расположенном в 5 верстах от села Михаила Архангела, в другой, Усть-Ижорской волости. В Усть-Ижоре же располагались и полицейские урядники 6 и 7 участков, закреплённые за Александровской волостью.

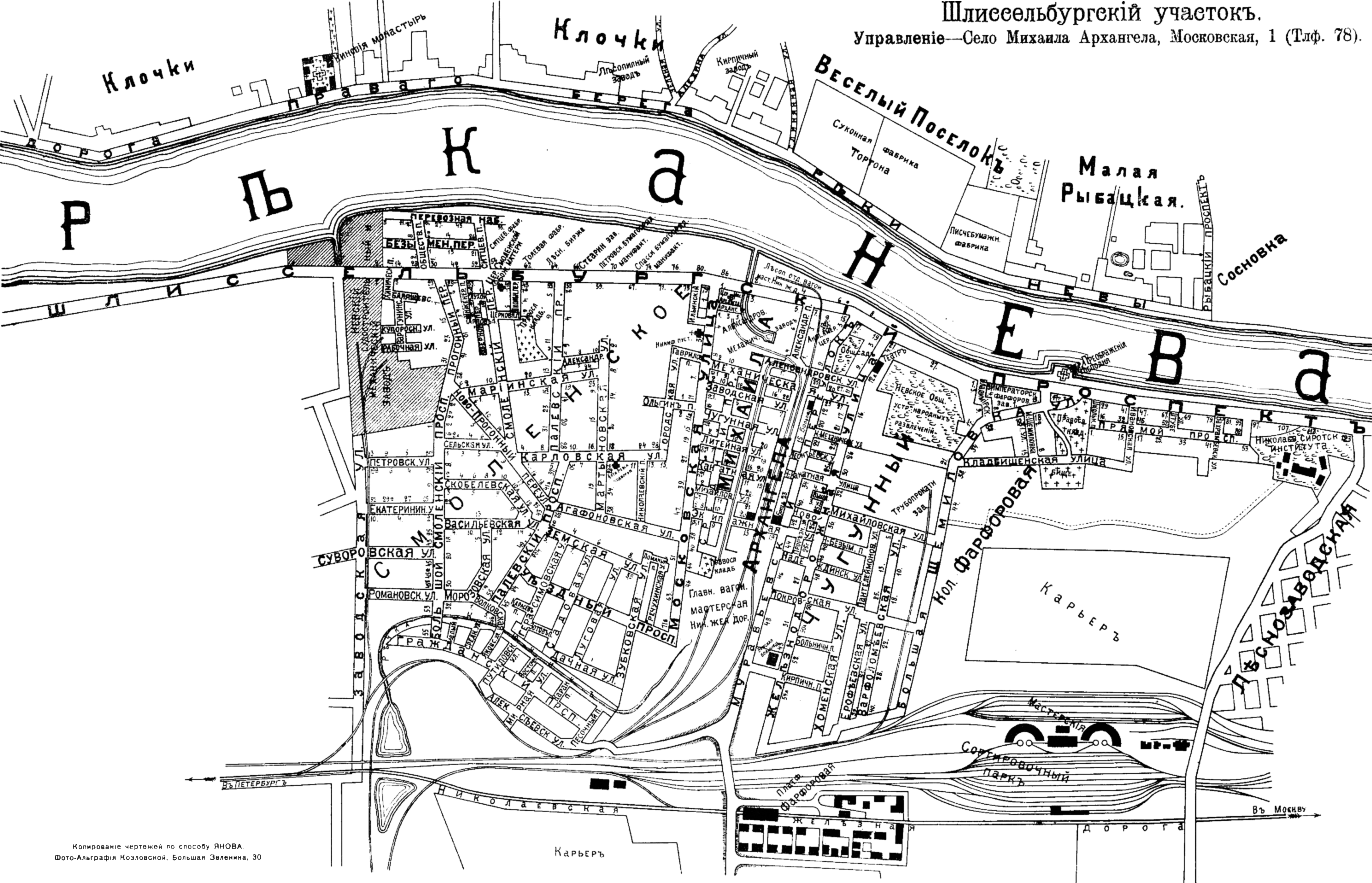
Село Михаила Архангела на карте Шлиссельбургского (пригородного) участка Петрограда

## Статистика и демография

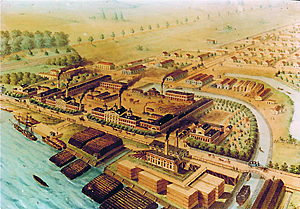
Александровский чугунолитейный завод. Панорама 1840 года

Топоним «Село Михаила Архангела», обозначавший единицу в составе волости, объединял два сельских поселения:
- село Александровское
- село Михайловское

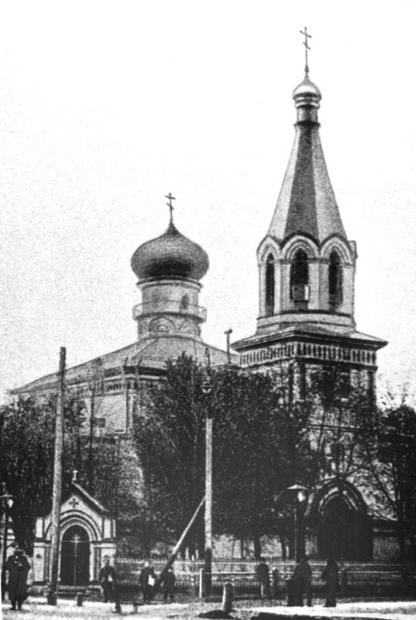
Церковь Михаила Архангела в одноимённом селе за Невской заставой

При этом справочник за 1905 год сообщал:

в обоих сельских обществах имеются отдельные сельские старосты, но в общем оба общества составляют одно село— Земский справочник за 1905 год, С. 350.
По данным на 1890 год в селе Михаила Архангела насчитывалось 130 дворов, в которых проживало 1130 душ обоего пола, в том числе 491 мужчина и 639 женщина. Крестьянские наделы села составляли 20 десятин.
Справочник за 1905 год указывает для этой же единицы статистического наблюдения население в 1784 человека (742 мужчины и 1042 женщины), при той же площади надела: 19 десятин и 2334 квадратных саженей. Число домохозяйств, приведённое в формате 143 / 92, может читаться, как «всего 143, в том числе 92 двора в селе Александровском и остальные [51] в селе Михайловском».

## Достопримечательности
В качестве своей приходской церкви михаило-архангельцы использовали церковь Михаила Архангела при Александровском механическом заводе (ныне Пролетарский завод), построенную в 1860—1862 гг. по проекту архитектора Б. Ф. Лорберга. Церковь находилась по адресу Московская улица, дом 2-а, на углу Шлиссельбургского проспекта, напротив управления Шлиссельбургского (пригородного) участка.
Бывший Александровский чугунолитейный завод также заслуживает отдельного внимания, как живой памятник экономической истории России, где в 1845 году был выпущен первый русский паровоз.
К сожалению, название этого завода составляет камень преткновения для дилетантов, путающих Александровский завод Шлиссельбургского участка с Обуховским, что расположен выше по Неве в бывшем селе Александровском Александровского участка. Так, известный компилятор туристических справочников по Петербургу Глезеров из одного переиздания своей алфавитной подборки «Исторические районы Петербурга от А до Я» в другое настойчиво помещает в статье «Село Александровское» чёрно-белый вариант красочной акварели 1840 года, изображающей панораму Александровского завода, что рядом с селом Михаила Архангела.